# Luís Peixoto de Lacerda Werneck

Brasão de Luis Peixoto Lacerda Werneck, Fidalgo Cavaleiro.

Luís Peixoto de Lacerda Werneck (Paty do Alferes, 14 de julho de 1824 — Locarno, 22 de julho de 1886) foi um advogado, fazendeiro, político, empresário, escritor e diplomata brasileiro.
Filho primogênito de Francisco Peixoto de Lacerda Werneck e sua mulher Maria Isabel de Assunção, Barões de Pati do Alferes. Fez seus estudos regulares na Província do Rio de Janeiro e, entre os anos de 1839 a 1841, cursou até o terceiro ano da Escola Militar. Seguindo posteriormente para a Europa, foi no ano de 1844, bacharel em Direito Civil pela Academia de Paris. Em 1845, com somente 21 anos de idade, doutorou-se brilhantemente em Direito Canônico em Roma, numa prova em que escreveu seguidamente por cinco horas, sempre vigiado, e sem dispor de nada além que papel e tinta.
Chegado ao Brasil no mesmo ano de 1845, casou de imediato com sua prima Isabel Augusta das Chagas Werneck, filha do comendador Francisco das Chagas Werneck e Ana Joaquina de São José, e estabeleceu sua banca de advogacia entre as cidades de Paraíba do Sul e a Côrte. Com o falecimento de seu sogro em 1846, foi por sua sogra estabelecido procurador e teve que mudar do Rio de Janeiro para administrar-lhe a fazenda, situação que ocasionou seu pai escrever e dedicar-lhe em 1847, a obra Memória sobre a Fundação e Costeio de uma fazenda na Província Fluminense, onde lhe explica os mais triviais usos e costumes da agricultura brasileira na época.
Embora fazendeiro, foi eleito deputado à Assembleia Provincial do Rio de Janeiro em três legislaturas seguidas, de 1856 a 1859, mostrando-se sempre um membro ativo e participante daquela casa. Em 1856 era Diretor da Companhia para o alargamento da Rua Sete de Setembro. Entre os anos de 1857/1859 esteve dedicado a formação da Companhia Estrada de Ferro Dom Pedro II, da qual foi membro da primeira Diretoria, ao lado dentre outros do Dr. Caetano Furquim de Almeida e Cristiano Benedito Ottoni.
Foi Fidalgo Cavalheiro da Casa Imperial, oficial da Imperial Ordem da Rosa e foi membro da Grande Comissão de Colonização. Membro efetivo da Sociedade de Estatística do Brasil, e do Institutos dos Advogados. Era sócio efetivo da Sociedade Auxiliadora da Indústria Nacional e Membro do Conselho Fiscal do Imperial Instituto Fluminense de Agricultura. Suas atividades e experiências como lavrador eram observadas de perto pelo Imperador, que o cita diversas vezes em seus Diários, inclusive na tentativa da introdução da cultura do bicho da seda na Serra Fluminense.
Participou ativa e assíduamente da imprensa. Escreveu no Jornal do Commercio (1854 - 1860) sobre as mais arduas questões econômicas, sempre com reconhecido bom senso e superior talento, e suas "Breves Considerações sobre a posição atual da Lavoura de Café", publicadas em agosto de 1854 no mesmo Jornal do Commercio, foram transcritas no Almanak Laemmert de 1855. Publicou diversos livros.
Em 1863 foi nomeado Cônsul Geral do Brasil na cidade livre de Frankfurt. De seu posto, interessou-se nas questões de colonização brasileira por mão de obra estrangeira e foi vigilante defensor pela imprensa da defesa da atuação brasileira na Guerra do Paraguai.
No ano de 1865 teve, por Decreto Imperial de Dom Pedro II, a concessão do uso do brasão de armas de seu falecido pai.
Faleceu de uma congestão pulmonar. Está enterrado no Cemitério São João Batista, no Rio de Janeiro. Deixou oito filhos, dentre os quais o jornalista e historiador André Werneck e o advogado, escritor e juiz de direito Francisco Peixoto de Lacerda Werneck (2°).